# Віжайни (гміна)
Гміна Віжайни (пол. Gmina Wiżajny) — сільська гміна у східній Польщі. Належить до Сувальського повіту Підляського воєводства.
Станом на 31 грудня 2011 у гміні проживало 2478 осіб.

## Територія
Згідно з даними за 2007 рік площа гміни становила 122.59 км², у тому числі:
- орні землі: 71.00%
- ліси: 15.00%

Таким чином, площа гміни становить 9.38% площі повіту.

## Населення
Станом на 31 грудня 2011:
| Опис     | Загалом | Загалом | Чоловіки | Чоловіки | Жінки | Жінки |
| -------- | ------- | ------- | -------- | -------- | ----- | ----- |
| одиниця  | осіб    | %       | осіб     | %        | осіб  | %     |
| все      | 2478    | 100     | 1256     | 50.69    | 1222  | 49.31 |
| міське   | 0       | 100     | 0        |          | 0     |       |
| сільське | 2478    | 100     | 1256     | 50.69    | 1222  | 49.31 |

## Сусідні гміни
Гміна Віжайни межує з такими гмінами: Дубенінкі, Єленево, Пшеросль, Рутка-Тартак.